# Strzelectwo na Letnich Igrzyskach Olimpijskich 1952
Strzelectwo na Letnich Igrzyskach Olimpijskich 1952 w Helsinkach rozgrywane było w dniach 25–29 lipca. W zawodach wzięło udział 218 strzelców, wyłącznie mężczyzn, z 41 krajów.

## Medaliści
| Konkurencja                                                        | Złoto             | Wynik | Srebro               | Wynik | Brąz                  | Wynik |
| Pistolet szybkostrzelny, 25 m (szczegóły)                          | Károly Takács     | 579   | Szilárd Kun          | 578   | Gheorghe Lichiardopol | 578   |
| Pistolet dowolny, 50 m (szczegóły)                                 | Huelet Benner     | 553   | Angel Leon de Gozalo | 550   | Ambrus Balogh         | 549   |
| Karabin małokalibrowy leżąc, 50 m (szczegóły)                      | Iosif Sîrbu       | 400   | Boris Andriejew      | 400   | Arthur Jackson        | 399   |
| Karabin małokalibrowy, trzy postawy, 50 m (szczegóły)              | Erling Kongshaug  | 1164  | Vilho Ylönen         | 1164  | Boris Andriejew       | 1163  |
| Karabin dowolny, trzy postawy, 300 m (szczegóły)                   | Anatolij Bogdanow | 1123  | Robert Bürchler      | 1120  | Lew Wajnsztejn        | 1109  |
| Runda pojedyncza i podwójna do sylwetki jelenia, 100 m (szczegóły) | John Larsen       | 413   | Olof Sköldberg       | 409   | Tauno Mäki            | 407   |
| Trap (szczegóły)                                                   | George Genereux   | 192   | Knut Holmqvist       | 191   | Hans Liljedahl        | 190   |

## Klasyfikacja medalowa
| Lp. | Państwo           |   |   |   | Razem |
| --- | ----------------- | - | - | - | ----- |
| 1.  | Norwegia          | 2 | 0 | 0 | 2     |
| 2.  | ZSRR              | 1 | 1 | 2 | 4     |
| 3.  | Węgry             | 1 | 1 | 1 | 3     |
| 4.  | Rumunia           | 1 | 0 | 1 | 2     |
| 4.  | Stany Zjednoczone | 1 | 0 | 1 | 2     |
| 6.  | Kanada            | 1 | 0 | 0 | 1     |
| 7.  | Szwecja           | 0 | 2 | 1 | 3     |
| 8.  | Finlandia         | 0 | 1 | 1 | 2     |
| 9.  | Hiszpania         | 0 | 1 | 0 | 1     |
| 9.  | Szwajcaria        | 0 | 1 | 0 | 1     |